# Пуччини, Марио (художник)
Марио Пуччини (итал. Mario Puccini; 28 июня 1869, Ливорно, Тоскана — 18 июня 1920, Флоренция) — итальянский живописец, видный представитель школы флорентийских живописцев «постмаккьяйоли».

## Биография
Сын пекаря из Ливорно в Тоскане, он учился в технических училищах, а в 1884 году поступил в Академию изящных искусств во Флоренции. Учился также в бесплатной школе обнажённой натуры при той же Академии. Он был учеником Джованни Фаттори вместе с Джузеппе Пеллицца да Вольпедо, Чезаре Чиани и Плинио Номеллини. После окончания Академии он вернулся в Ливорно, где начал свою художественную деятельность. Однако внезапный душевный срыв от разочарования в любви привёл художника в психиатрическую лечебницу. После пяти лет пребывания в больницах Ливорно и Сан-Никколо (1893—1898) он ненадолго уехал во Францию. Затем работал в Ливорно и Флоренции.
Его живопись, возможно, отчасти под влиянием перенесённой болезни, отмечена сильным хроматизмом (богатством и яркостью красок), экспрессией цвета. Рисунок и моделировка объёмов подчинены напряжённому колориту. За эти особенности живописи Марио Пуччини стали называть «ливорнским Ван Гогом».
По этому поводу Раффаэле де Града писал: «Марио Пуччини — великий художник, который, если бы он поднялся на более широкий культурный уровень, мог бы стать не уступающим в своём ревущем облике своему соотечественнику […] Амедео Модильяни». Его картины также сравнивали с живописью Поля Сезанна.
Тем не менее, доведённый до нищеты и отчаяния из-за отсутствия интереса к своему творчеству, художник удалился в Борго Капучини, приспособившись к жизни странствующего торговца. Он писал деревенские улицы, лодки, рыбаков, причалы, сцены из жизни обедневших людей. Примерно в 1908 году он начал посещать Caffè Bardi, место встречи художников Ливорно, членов группы Маккьяйоли, таких как Ренато Натали, Джино Ромити, Джованни Марч, Оскар Гилья, Джованни Бартолена, Коррадо Микелоцци, Марио Кокки. Марио Пуччини украсил стены кафе рисунками углем и двумя картинами. Он покинул подвал, где рисовал, и устроился работать в сапожную мастерскую.
В 1912 году он уехал во Францию к своему брату, актёру. Вернувшись в Ливорно, до 1914 года он подписывал свои картины: «Покейн» (Pochein). Его физическое состояние ухудшилось, но картины, затрагивающие социальные проблемы, нашли ценителей и покупателей. Он переехал в домик привратника на вилле в Маремме. Марио Пуччини умер от туберкулеза, обострившегося из-за переутомления от работы на открытом воздухе.
В Ливорно его похоронные почести вызвали споры в художественной среде города, что привело к расколу Художественной федерации Ливорно и последующему рождению группы «Лабронико» (Gruppo Labronico).
Тело Пуччини было помещено во временную нишу на кладбище Мизерикордия в Ливорно; только в 1988 году его останки были помещены в Фамедио ди Монтенеро, где после его смерти его друзья хотели поместить тело под опеку группы Лабронико. В 1949 году художнику была посвящена улица в Кверчанелле.

## Галерея

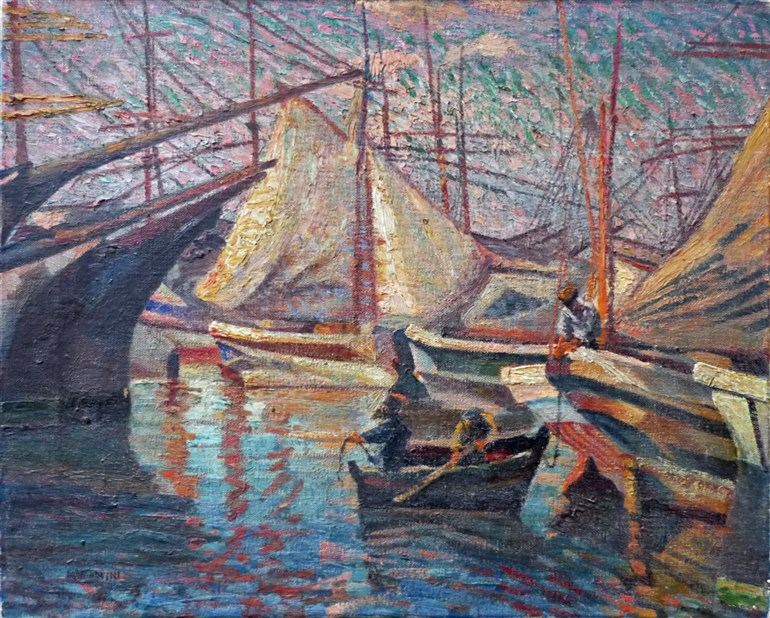
Порт в Ливорно. Ранее 1920 г.
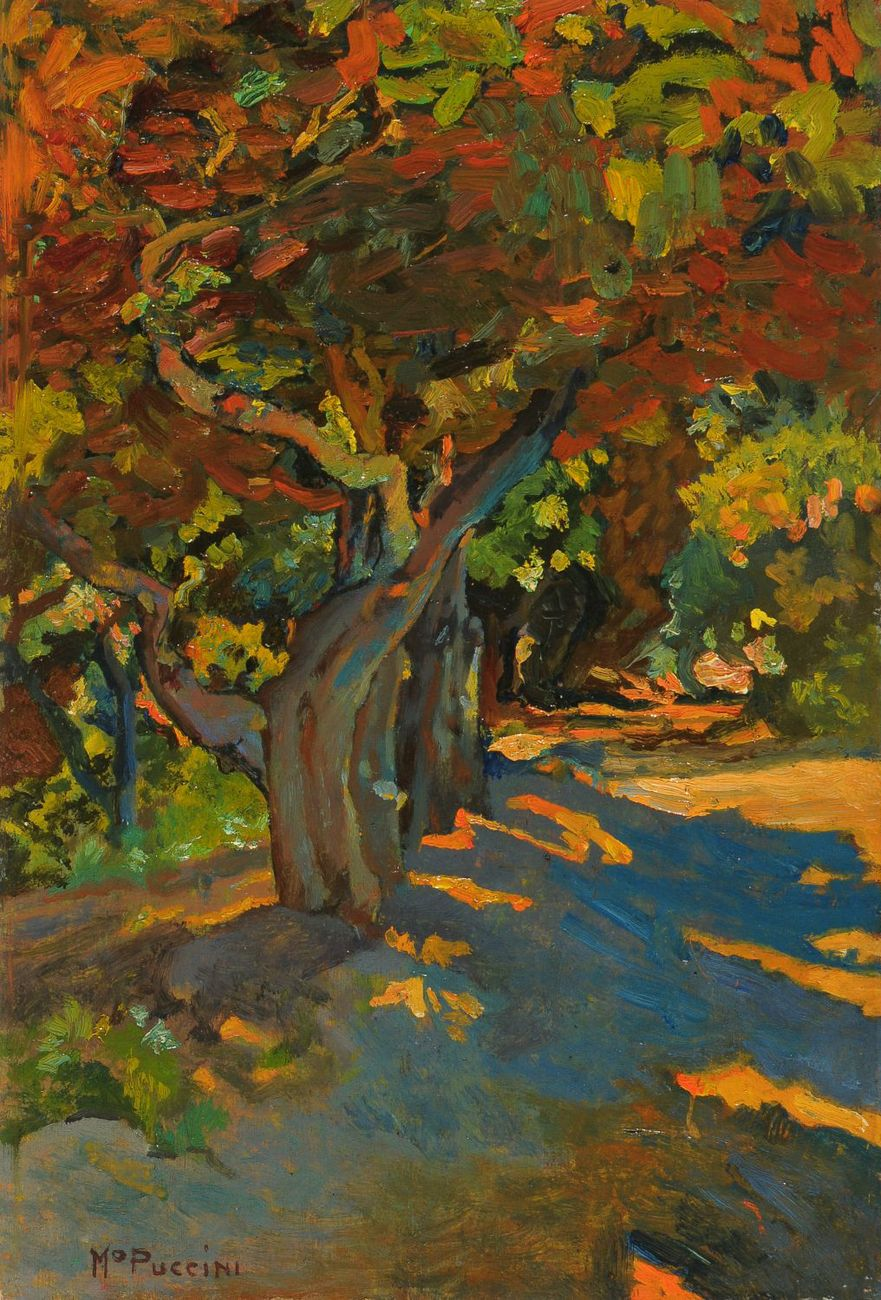
Дорога среди деревьев. Ок. 1920. Дерево, масло. Частное собрание
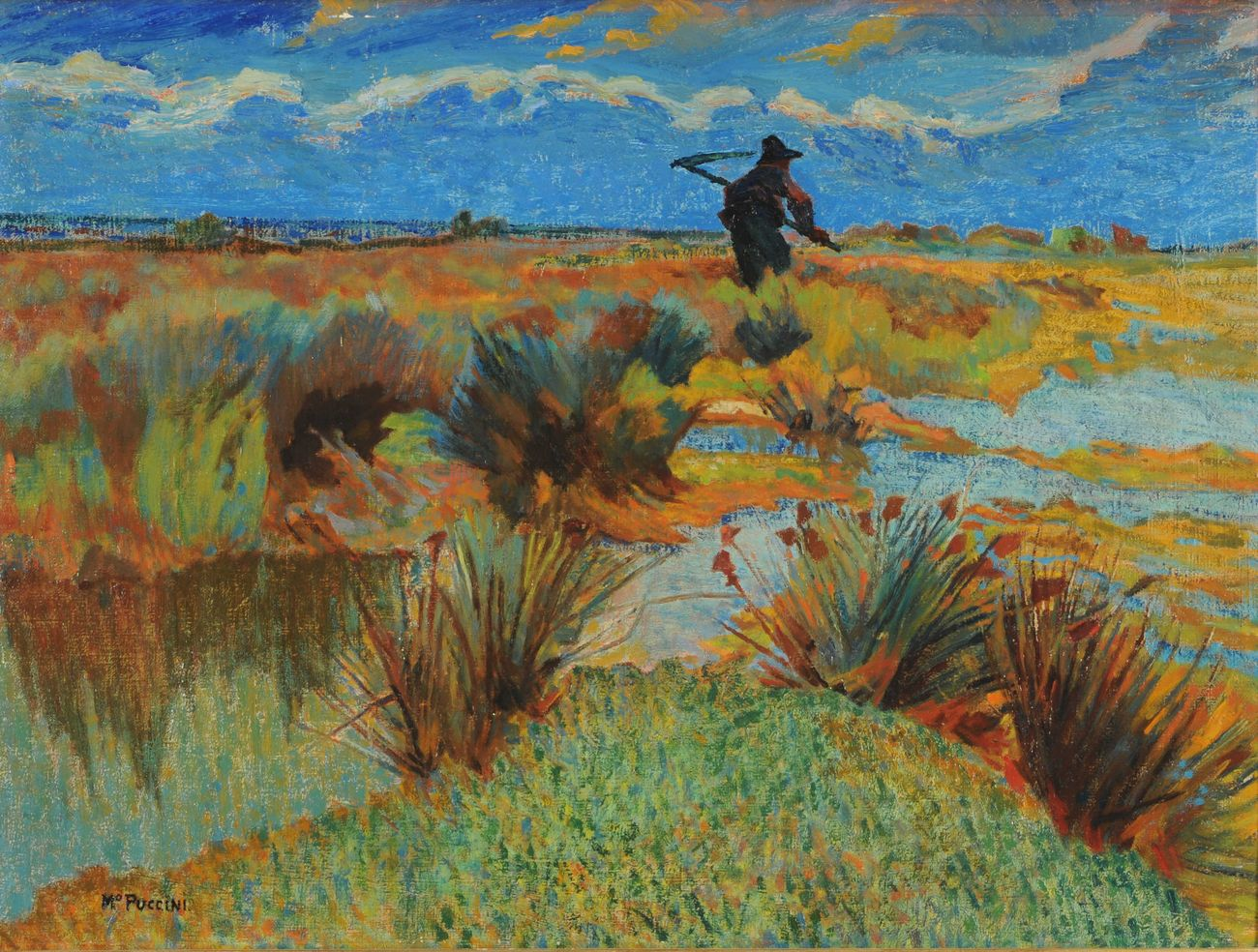
Косарь. Холст, масло. Частное собрание
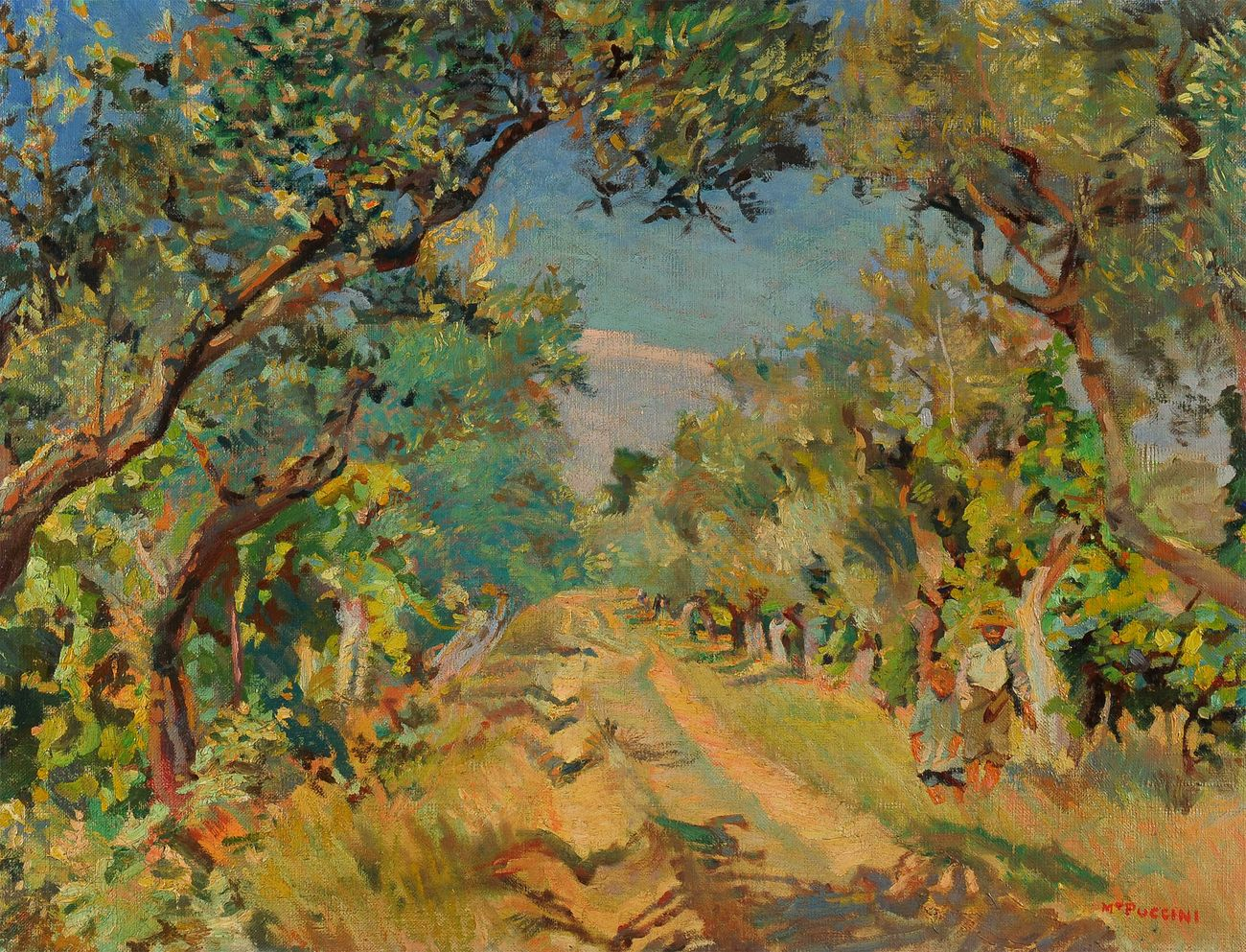
В пути. Ок. 1920. Холст, масло. Частное собрание
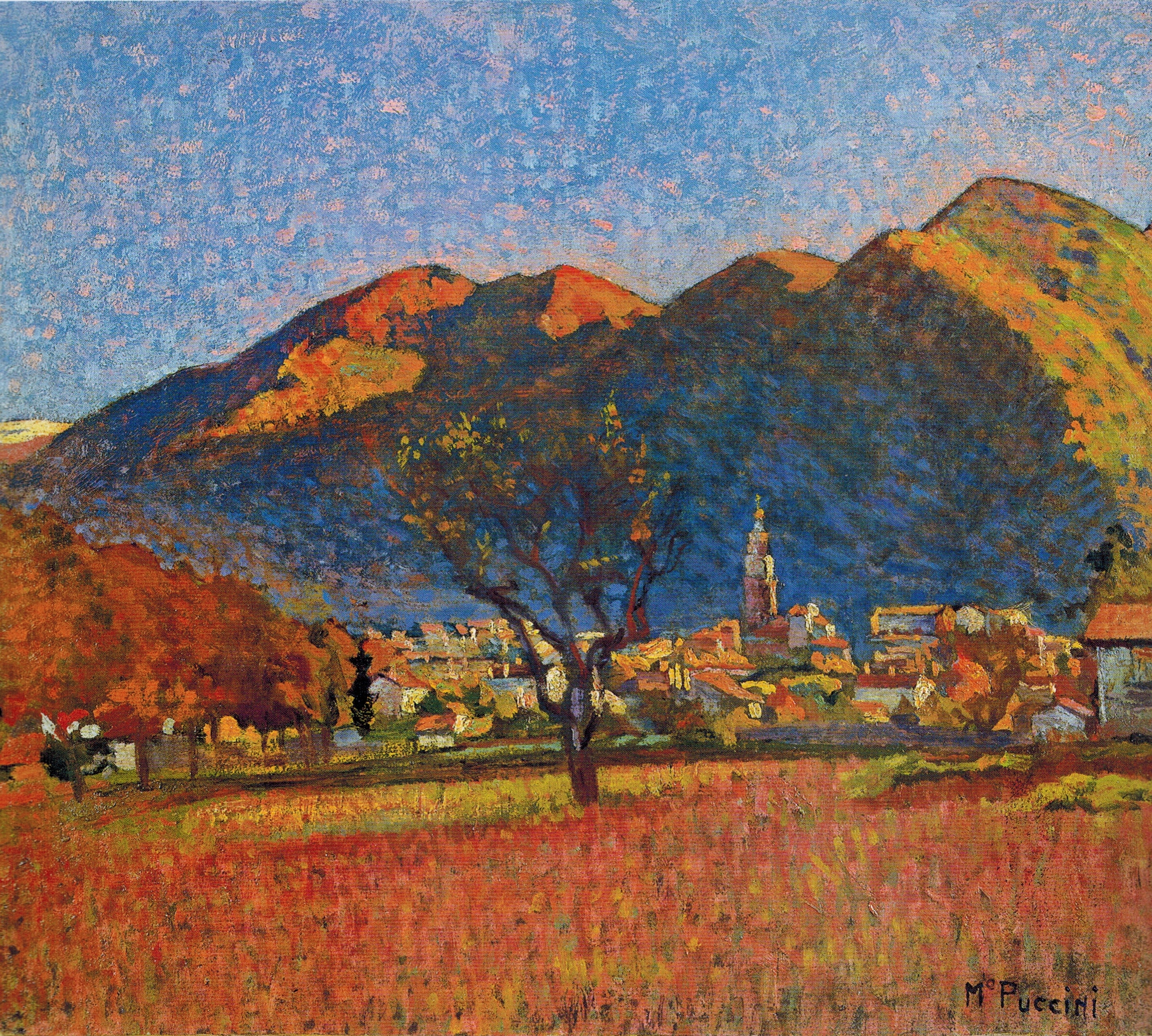
Панорама Динь-ле-Бен на закате. Холст, масло. Частное собрание